# 1311 Knopfia
1311 Knopfia је астероид главног астероидног појаса. Приближан пречник астероида је 14,06 ,
а средња удаљеност астероида од Сунца износи 2,426 астрономских јединица (АЈ).
Инклинација (нагиб) орбите у односу на раван еклиптике је 2,827 степени, а орбитални период износи 1380,568 дана (3,779 године). Ексцентрицитет орбите астероида износи 0,044.
Апсолутна магнитуда астероида износи 12,20 а геометријски албедо 0,117.
Астероид је откривен 24. марта 1933. године.